# 褐虫藻

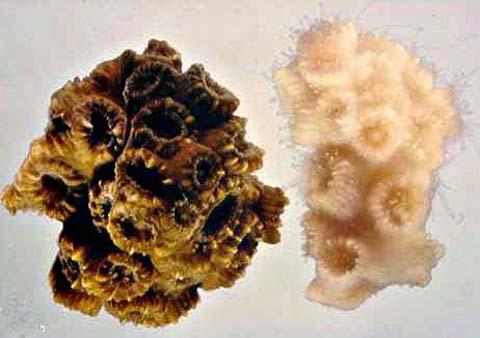
褐虫藻が共生した正常な状態のサンゴ（左）と白化したサンゴ（右）

褐虫藻（かっちゅうそう）、英語で"zooxanthellae"（ゾーザンテラ）とは、海産軟体動物や刺胞動物と細胞内共生する渦鞭毛藻類の単細胞藻類の総称である。具体的な属としてはSymbiodinium spp.やAmphidinium spp.、Gymnodinium spp.などが知られている。
熱帯、亜熱帯に生息する海産軟体動物や刺胞動物の細胞内に共生している。代表的な宿主として、クラゲ（タコクラゲ、サカサクラゲ）、シャコ貝、イソギンチャク、造礁サンゴなどがあげられる。

## 特徴
大きさは、約10マイクロメートル。黄あるいは褐色をしている。
共生状態では球形をしているが、宿主から単離した場合、卵形に変化し鞭毛を用いて泳ぐことが確認されている。
光合成をおこない、余剰の生産物を宿主に渡すと考えられている。

## 共生する動物
すべての造礁サンゴは褐虫藻を共生させている。他にクラゲ類では根口クラゲ類のサカサクラゲやタコクラゲ、イソギンチャク類の一部、シャコガイ類は外套膜に共生藻を持ち、普段は殻を広げて外套膜を外に向けて広げる。リュウキュウアオイガイは二枚貝の殻が前後に平らになり、殻を半ば砂に埋め、殻の平らになった面を明るいところに向けている。ウミウシにもごく一部に褐虫藻を持つものがある。無腸動物にも褐虫藻を共生させるものがあり、明るいところへ光合成をしに集まることで有名である。
原生動物の有孔虫にも褐虫藻をもつものがある。浮遊性のGlobigerinaや、底在性のホシズナやゼニイシなどがそうである。

## 造礁サンゴと褐虫藻の関係
造礁サンゴは、褐虫藻からの光合成産物、または自らの触手で動物プランクトンを捕食することで栄養を摂取している。褐虫藻の光合成が宿主の栄養供給にどれだけ貢献しているかの見積もりは、研究報告によって異なっている。
造礁サンゴが生態系の中で、生産者であるか消費者であるかは、長い間、議論の的となっている。最近は、生産者と考えられる傾向が強い。また、褐虫藻はサンゴ体内で増殖するが、その密度はほぼ一定である。これは宿主であるサンゴが褐虫藻を体外に放出することで調整していると考えられている。体外に放出された褐虫藻は、サンゴ礁の動物の餌となる、あるいは他の海産無脊椎動物に取り込まれると考えられている。
サンゴの骨格形成が、褐虫藻の光合成によって促進されると言われている。しかしながら、具体的な機構については明らかでない。その他の褐虫藻と共生する動物についても、石灰質の殻や骨格の形成が促進されるとの報告がなされている。
褐虫藻の側では、サンゴの代謝産物である二酸化炭素やアンモニアを光合成の基質として利用する。

## その他
近年、話題に上ることが多い「サンゴの白化」とは、褐虫藻が宿主の対外に排出される（褐虫藻は高温に耐えられないため。）、あるいは褐虫藻の持つクロロフィル量が減少することによってサンゴの共肉部が無色化し、その骨格が透けて見えるようになる現象のことである。長期間、高海水温（およそ30度）が続くことで起きると考えられている。また共肉部の衰退により骨格が剥き出しになった状態を「骨格化」と言い、別の状態だが「白化」と混同されやすい。